# Friedrich Engels
Friedrich Engels (tiếng Đức: [ˈfʁiːdʁɪç ˈʔɛŋl̩s]; phiên âm tiếng Việt: Phriđrich Ăngghen, 28 tháng 11 năm 1820 – 5 tháng 8 năm 1895) là một nhà tư tưởng, nhà giáo dục, nhà cách mạng, nhà lý luận chính trị, nhà triết học người Đức và là một người Cộng sản thế kỷ 19, cùng với Karl Marx đã sáng lập và phát triển chủ nghĩa Cộng sản, lãnh tụ của phong trào công nhân thế giới và Quốc tế Cộng sản 1. Ông cùng với Marx đồng tác giả của bản Tuyên ngôn của Đảng Cộng sản (1848). Engels cũng biên tập đồng thời xuất bản quyển II và quyển III của bộ Tư bản sau khi Marx mất.
Ngoài những công trình chung với Marx, ông còn viết những tác phẩm khoa học như: "Nguồn gốc của gia đình, sở hữu tư nhân và nhà nước", "Về lịch sử người German cổ đại", "Chống Duhring", "Biện chứng của tự nhiên",... Ngoài ra, cuốn "Tác dụng của lao động chuyển hoá vượn thành người" cũng là một công trình khoa học góp phần giải thích nguồn gốc hình thành và phát triển của loài người.

## Tiểu sử

### 1820–1837: Tuổi thơ
Friedrich Engels chào đời ngày 28 tháng 11 năm 1820 tại Barmen, tỉnh Rhine thuộc Vương quốc Phổ (nay là Wuppertal, Đức). Cha của Engels, người cũng có tên giống hệt con trai (1796–1860), là chủ quản một công xưởng sản xuất đăng ten và ruy băng lớn, kế thừa từ đời cụ cố Johann Caspar Engels (1715–1787) thông qua ông nội Caspar Engels (1753–1821). Bên cạnh tư chất kinh doanh, gia tộc Engels cũng hết sức mộ đạo Pietist, một nhánh Kitô chống đối Giáo hội Công giáo và Luther giáo. Thân mẫu của Engels, bà Elisabeth Francisca Mauritzia Engels (nhũ danh van Haar; 1797–1873), là con gái trong một gia đình giáo chức gốc gác Hà Lan. Bà không sùng đạo như bên họ chồng, thích đọc sách và yêu âm nhạc. Sau khi cưới, vợ chồng Engels sinh được tám người con sống tới tuổi trưởng thành, trong đó Friedrich là con cả.
Ngày 18 tháng 1 năm 1821, Engels được rửa tội tại Nhà thờ Tin Lành cải cách dưới sự mục kích của ông nội và bà ngoại Franciska Christina van Haar (nhũ danh Snethlage; sinh năm 1758). Ông theo học một ngôi trường tôn giáo tại Barmen cho tới năm 14 tuổi, sau chuyển sang gymnasium Elberfeld trong vòng 3 năm, tại đây phát triển niềm yêu thích đối với văn học Đức và nghiên cứu cổ điển châu Âu. Tuy gặt hái thành tích học tập xuất sắc, Engels buộc phải ra trường sớm 1 năm, không thi vào đại học, để được huấn luyện công tác quản trị kinh doanh theo ý cha.

### 1837–1842: Bremen, Berlin
Kể từ mùa thu năm 1837, Engels bắt đầu thực tập kinh doanh tại công ty len và bông Ermen & Engels tại Barmen. Hè năm 1838, ông theo cha đi Manchester bán lụa, rồi tạt qua London mua tơ sống. Trên đường về Đức, ông lưu lại cảng thị Bremen để học hỏi một đối tác xuất khẩu của cha. Trong vòng 2 năm rưỡi sống và làm việc tại đây, ông đọc Jacob Grimm, viết và xuất bản một số pam-fơ-lê chính trị. Tuy được giao phó phận sự sao chép thư từ và bảo quản hồ sơ, Engels giành khá nhiều thời gian để viết thư cho gia đình và uống bia cùng bạn bè đồng nghiệp. Giữa mỗi ca làm việc, ông tranh thủ đọc sách và học ngôn ngữ. Ngoài ra ông tiếp tục viết thơ, chịu ảnh hưởng của các văn sĩ người Đức như Friedrich von Schiller và Johann Wolfgang von Goethe. Cuối năm 1838, ông bắt đầu thử sức sáng tác nhạc, ngưỡng mộ các nhạc sĩ như Bach, Handel, Haydn, Mozart và Beethoven.

## Hình ảnh

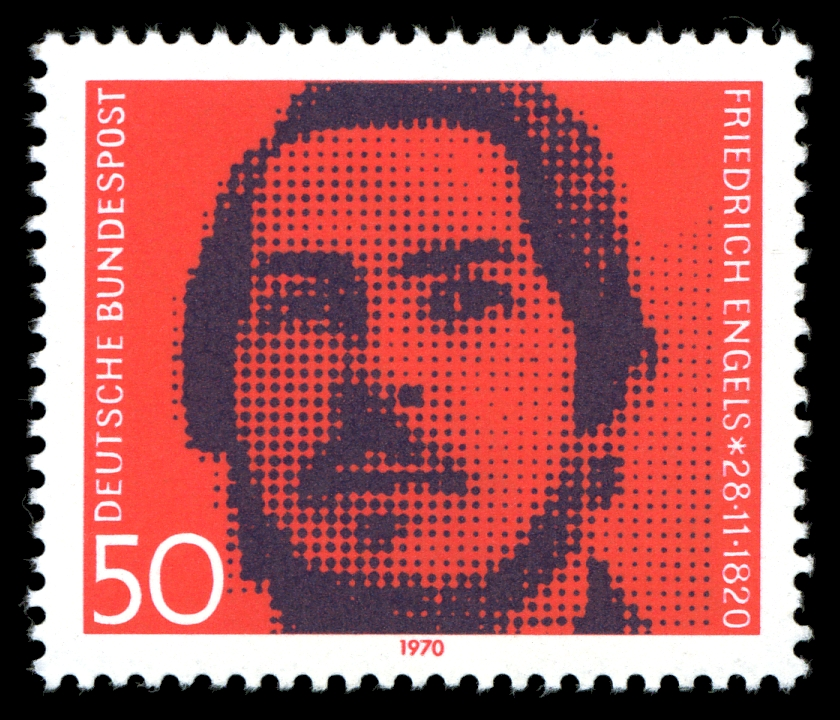
Hình của ông trên một con tem
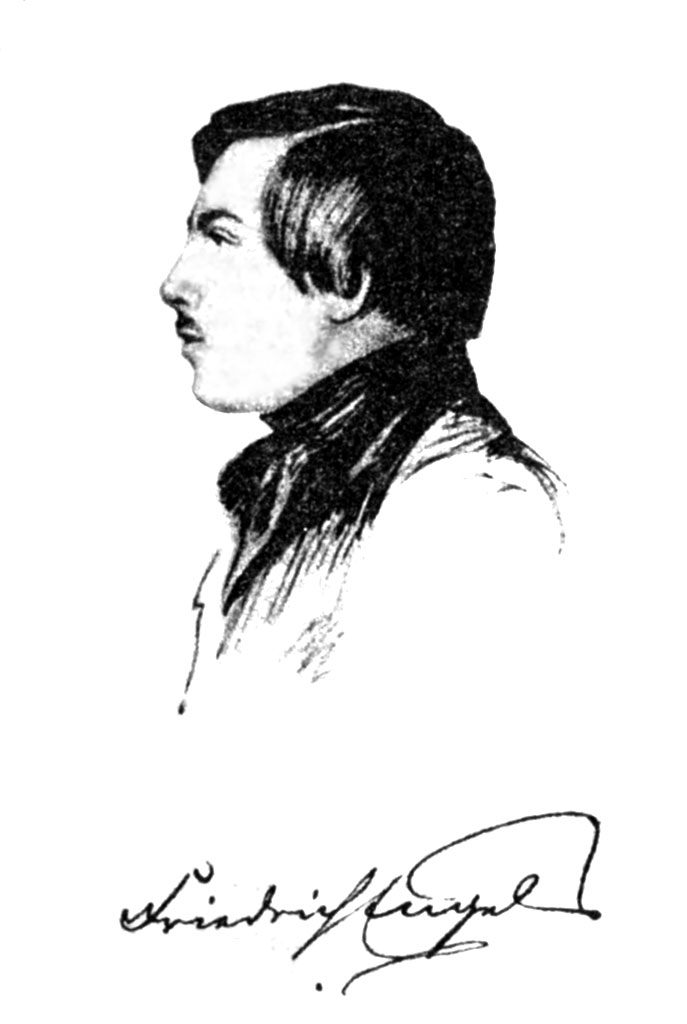
Bức họa về ông năm 1836
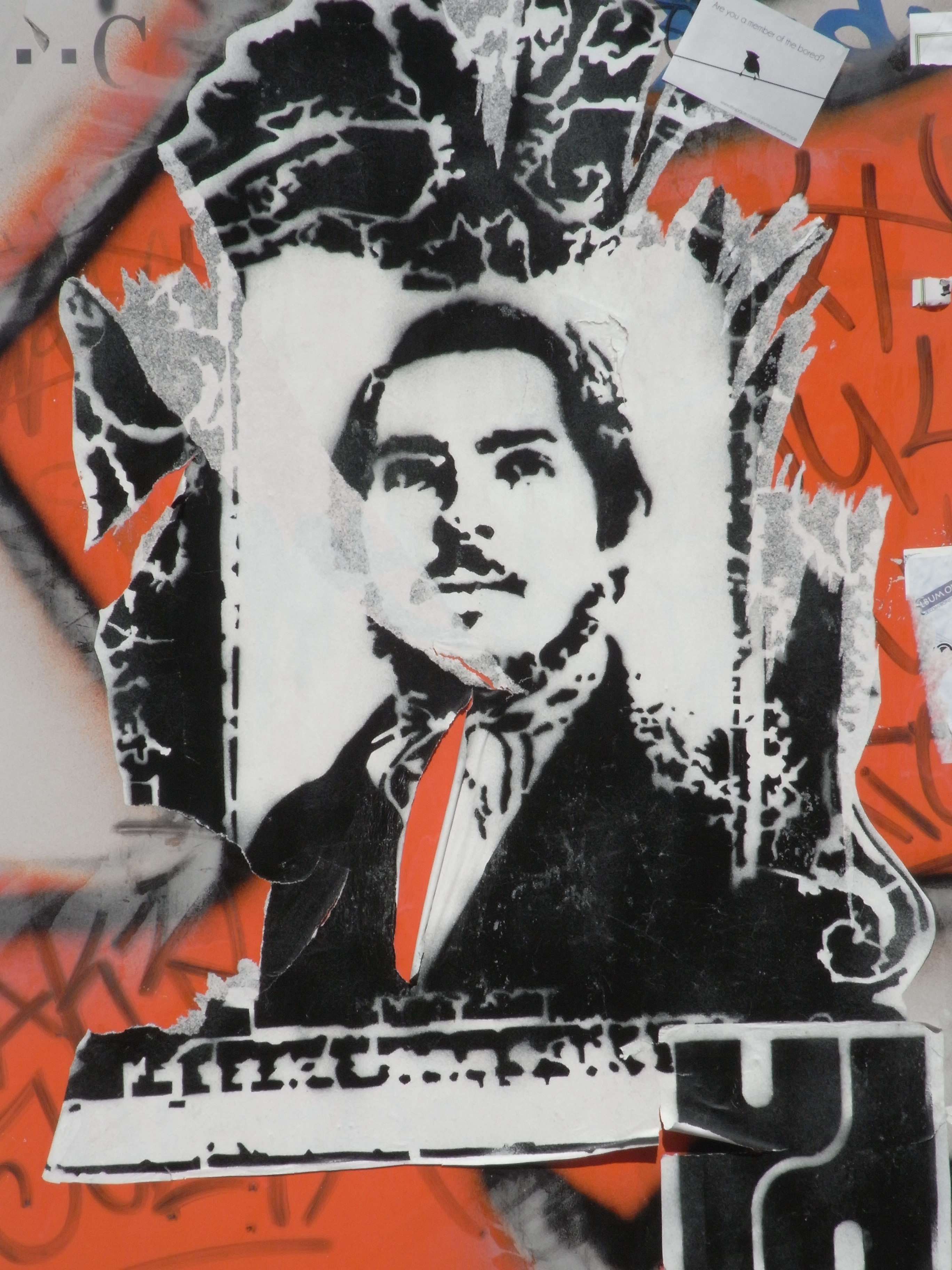
Berlin 2010.
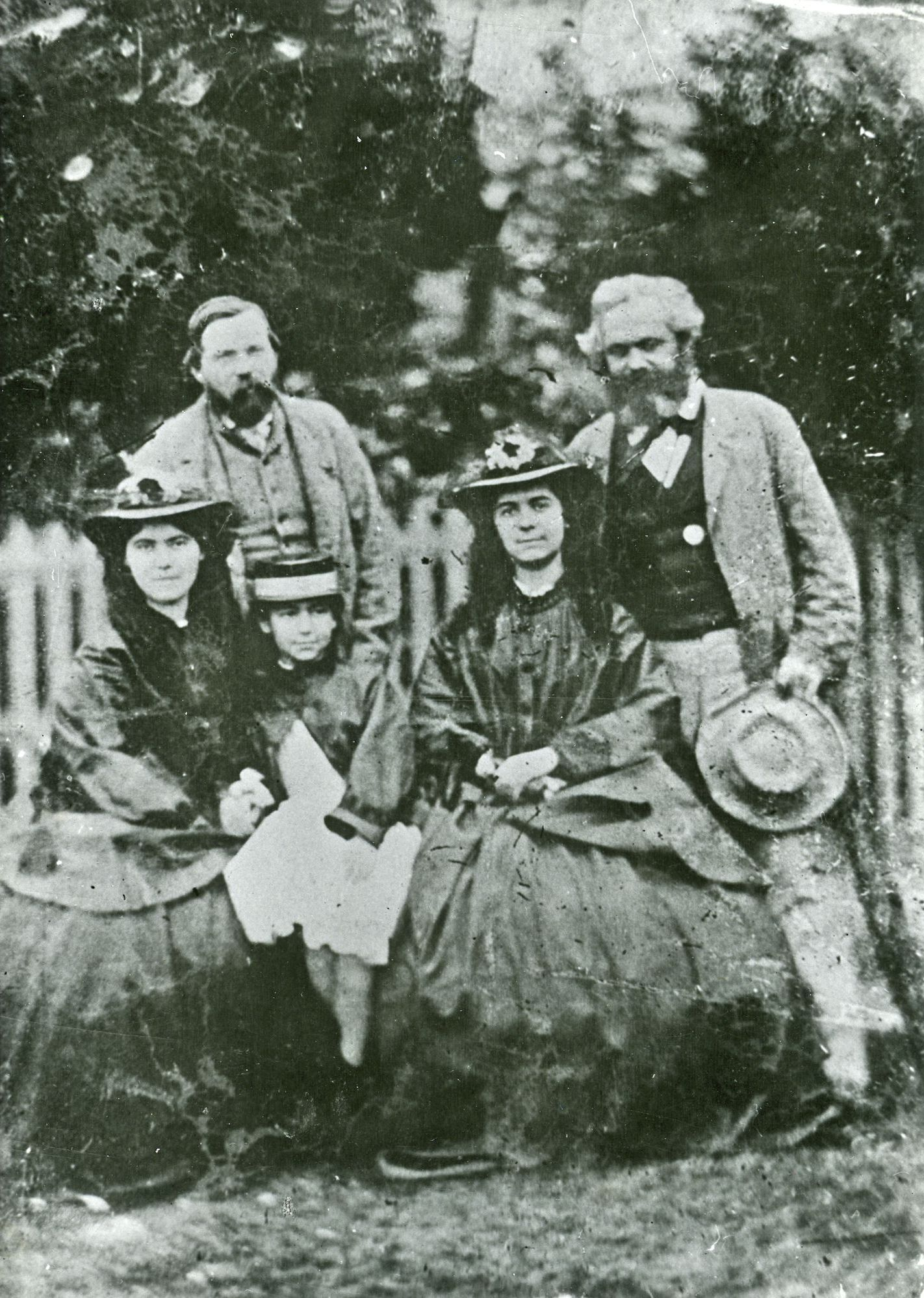
Với gia đình Marx
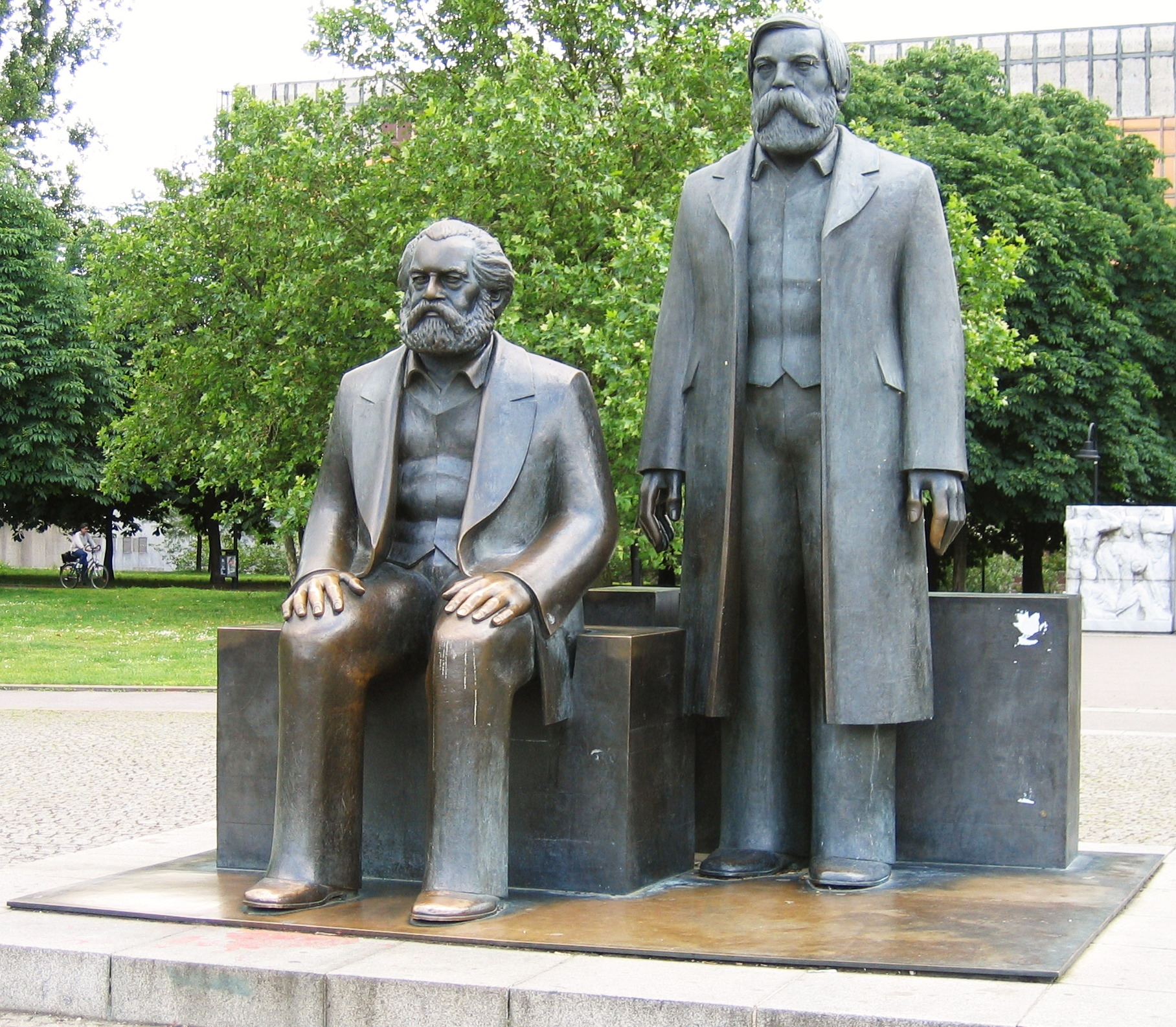
Tượng đài của hai người đồng chí
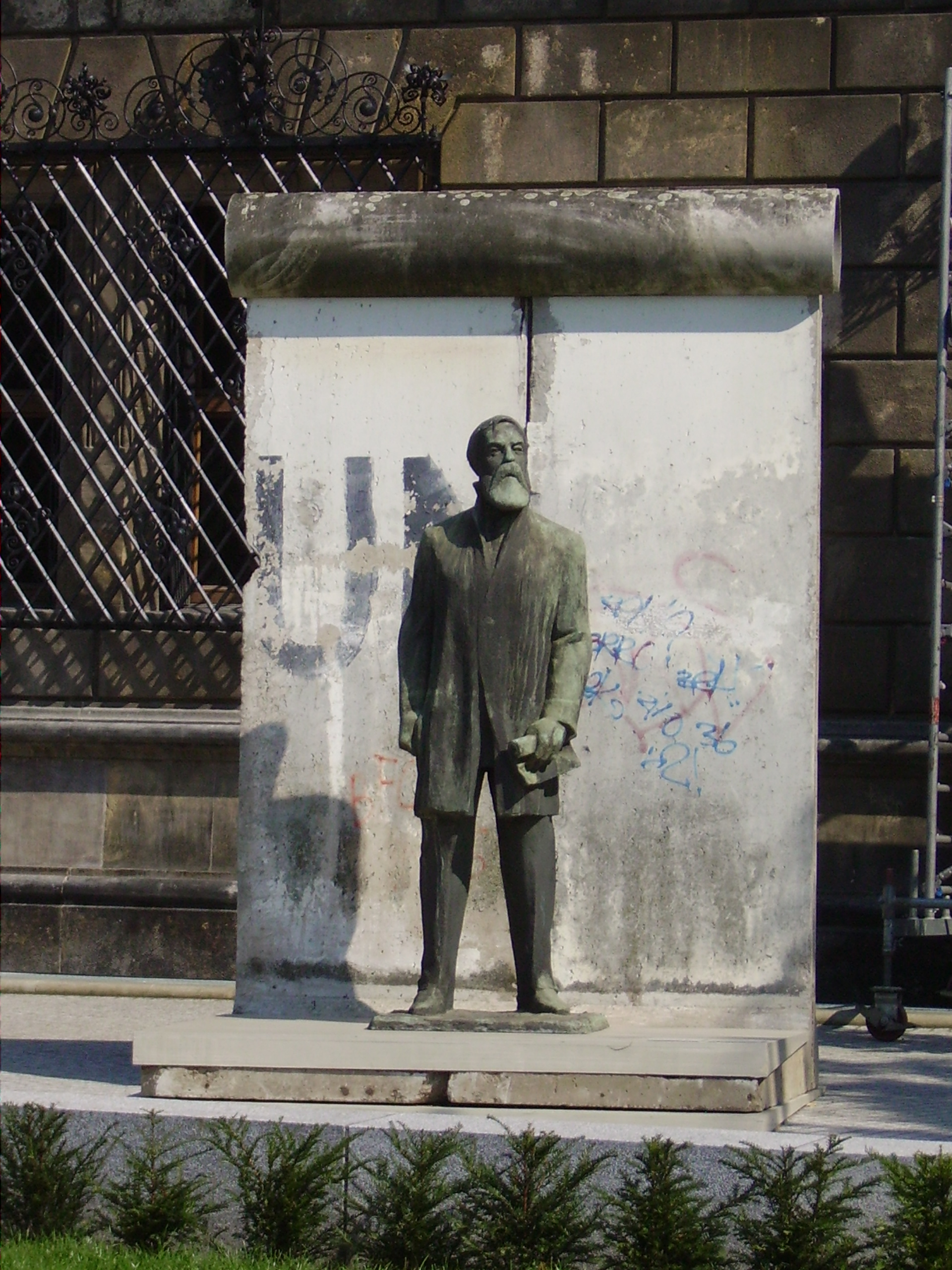
Tượng của ông tại Dresden